# Arturo Basile

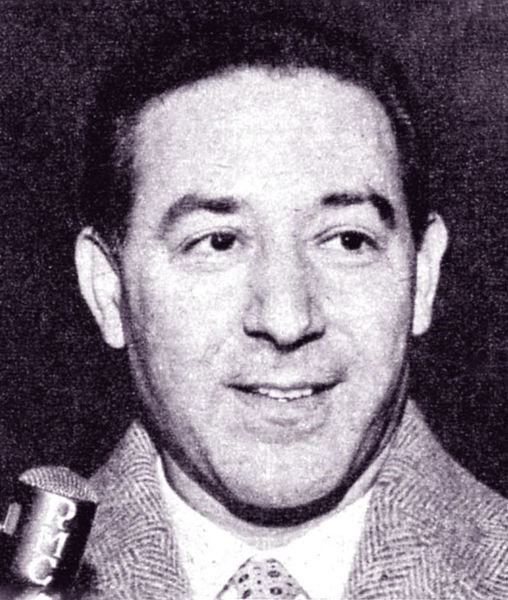
Arturo Basile (1957)

Arturo Basile (Siracusa, 16 de enero de 1914 – 21 de mayo de 1968) fue un director de orquesta italiano. Es conocido principalmente por su obra en el repertorio operístico italiano, especialmente Puccini y Verdi.  
Basile nació en Siracusa. Cuando tenía 12 años de edad, estudió oboe en el conservatorio Giuseppe Verdi de Turín, con Franco Alfano sirviendo como director musical en aquella época. Entre sus maestros estuvo Giorgio Federico Ghedini.  Después de graduarse en 1933, se dedicó a la dirección de orquesta, y lideró la Orquesta Sinfónica de la EIAR a principios de los años cuarenta. En 1946, tuvo el primer premio en una competición de dirección con Tullio Serafin a la cabeza del jurado. Pronto estuvo grabando e interpretando en los grandes teatros de ópera del mundo con cantantes destacados de la época como Maria Callas, Renata Tebaldi, Price, Tucker, Giorgio Tozzi y Giuseppe di Stefano. Mientras sus reputación aún estaba en ascenso, murió en un accidente de tráfico en 1968 a los 54 años de edad. Fue enterrado en el cementerio de Castagnola en Lugano.